# Piccadilly Arcade

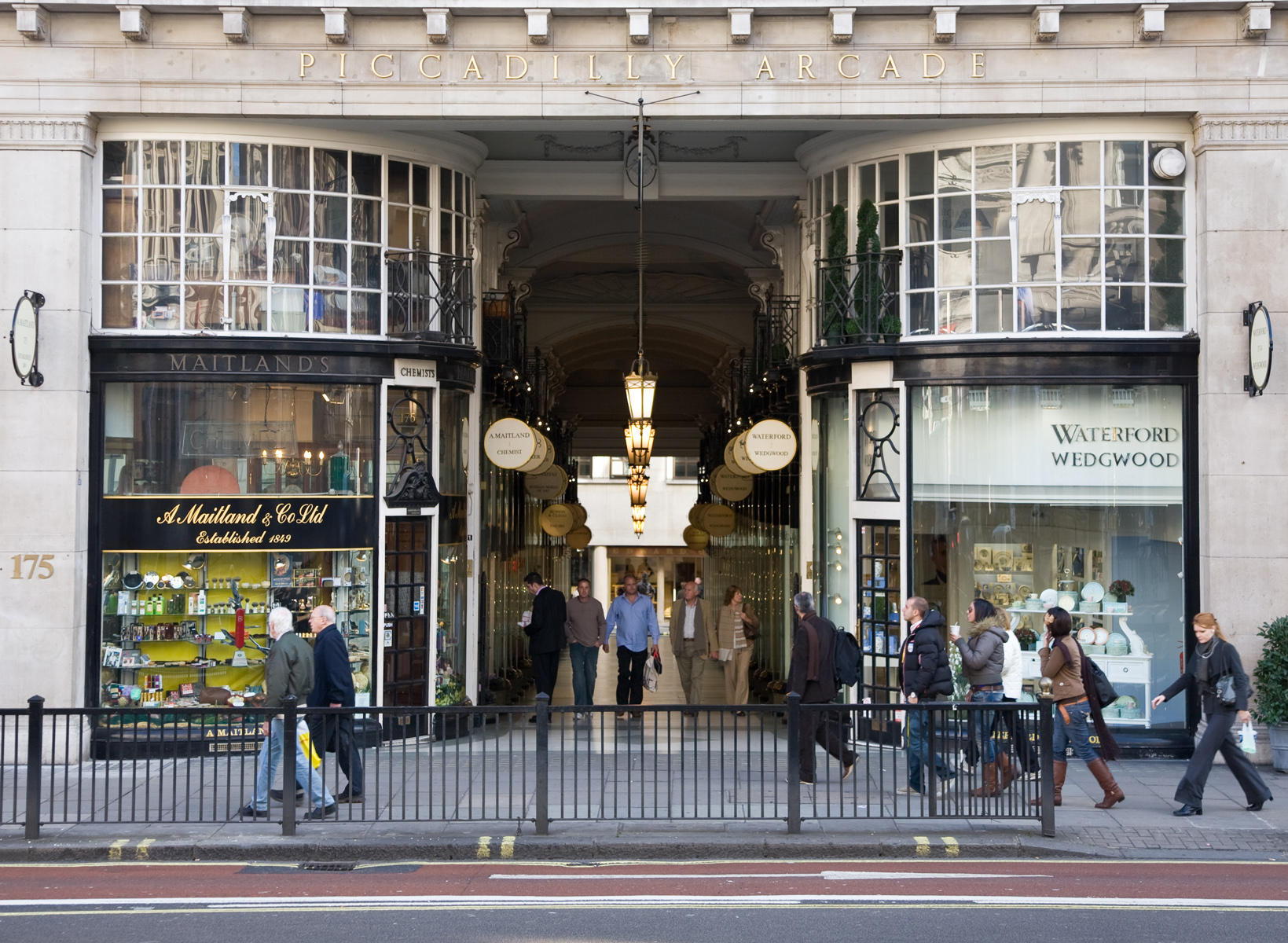
Piccadilly Arcade depuis le côté nord de Piccadilly

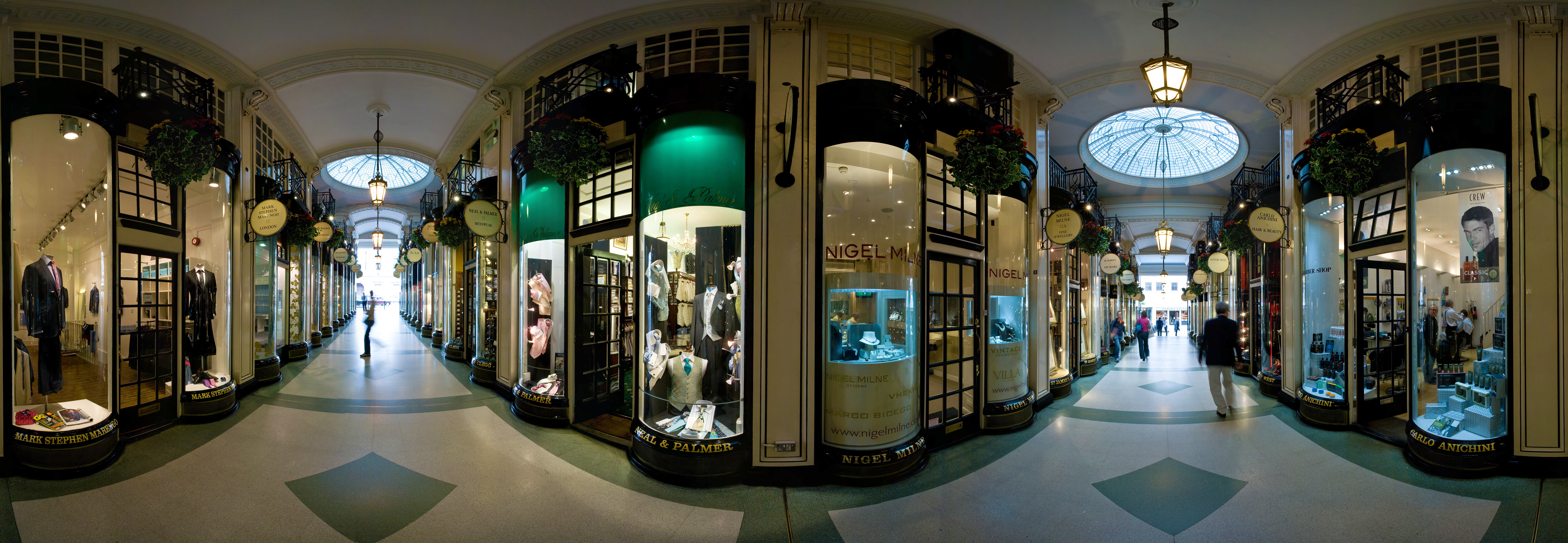
Une vue à 360 degrés de l'intérieur de l'arcade

Piccadilly Arcade est une galerie de boutiques couvertes située entre Piccadilly et Jermyn Street dans le centre de Londres. Elle a été ouverte en 1909, après avoir été conçu par Thrale Jell, et est un bâtiment classé Grade II. 

## Description
L'arcade est composée de vingt-huit magasins au rez-de-chaussée. Le premier étage était à l'origine des bureaux, mais transformé en hôtel Felix en 1915. Les bâtiments ont été bombardés en 1941 pendant la Seconde Guerre mondiale et n'ont été entièrement restaurés qu'en 1957 . 
Parmi les boutiques de l'arcade se trouvent le détenteur du mandat royal Benson &amp; Clegg, qui a déménagé ici en 1976 depuis leur ancien emplacement dans Jermyn Street ,. 
Une statue en bronze de George Brummell se trouve à l'extrémité de Jermyn Street de l'arcade, conçue par Irena Sidiecka . 

## Voir également
- Princes Arcade - arcade à proximité allant également de Piccadilly à Jermyn Street
- Burlington Arcade - arcade sur le côté opposé de Piccadilly